# Ремезівці
Ремезі́вці — село в Україні, в Золочівському районі Львівської області. Населення становить 955 осіб. Орган місцевого самоврядування — Поморянська селищна рада.

## Історія

#### Княжа доба
Під час археологічних розкопок, що велись у 1980-ті роки, на лівому березі р. Золота Липа виявлено пам'ятки матеріальної культури  часів Київської Русі. Тут розкопано близько десятка печей, у яких виплавляли залізо із болотної руди. Дані розкопок показали, що ці печі існували у кінці IX — на поч. X ст.  Вони відрізнялися від інших  вищим рівнем конструкції печей — багаторазовим їх використанням. Крім того, поряд із печами виявлено залишки приміщень, де обробляли добутий метал, — кузні, — а поряд — господарські приміщення.

#### Період польського завоювання
Перша письмова згадка про село датується 1445 роком. Власник села Дмитро зі Шпиколос надав ченцям домініканцям позику в сумі 4 кіп грошів, заставивши став у Ремезівцях, і 12 кіп — на став у селі Урмань. Домініканці зобов'язувалися служити месу за упокій душі батьків Дмитра (Грицька Кердейовича та Клару), а також за його дружину і дітей.
27 червня 1471 року Казимир IV Ягеллончик надав Ремезівцям німецьке право (спрощений взірець магдебурзького права для сіл). Згідно привілею, місцева громада підпорядковувалася солтису, який отримував право судити мешканців села. Сам він ніс відповідальність перед власником маєтності та королем.
У 1579 році Петро і його брат Микола Кердеї, з дозволу короля Стефана Баторія, збудували в Ремезівцях замок, слідів якого донині не залишилось. 1601 роком датується перша згадка про місто Ремезівці, що вказує на отримання селом магдебурзького права. Містом Ремезівці були недовго. У 1604 році татарська орда знищила поселення, але новий його власник — дідич Ян Пекарський — відбудував і заселив Ремезівці наново й опісля продав його Александеру Бжоздовському, який у 1630 році подарував село Марґареті з Бенькової Вишні. Від неї село перейшло до рук Конєцпольських. Черговим власником села був король Ян III Собеський, що купив село від Конєцпольського. У 1699 році Ремезівці отримав у спадок син короля Якуб Людвік Собеський, але після короткого часу відступив село своєму брату Александеру. Той в 1723 році передав Ремезівці третьому братові, Константію Владиславу. Цей останній передав село (разом зі Сновичами, Чижевом і Шпиколосами) на три роки в оренду польному обозному коронних військ Антонію Бекерському за 63 тисячі злотих.
На північ від села є поля, звані «Коропчик», на згадку знищеного татарами села, що мало цю ж саму назву. Воно ніколи не відбудовувалося, тільки в старих актах і в місцевих переказах є згадки про його існування. Із землі знищеного Коропчика виорюють кості людей, ножі, ключі тощо. На полях, званих «Довгий Лан», ще донедавна було три могили, але їх розорали місцеві жителі. До села нележать окремі групи домів: на схід від ставу «Цици» і «Гуляки», а на північ від них «Курпіти» і «Лісові». Там на вапняках трапляються відтиски скам'янілих рослин. Дерев'яна церква в селі сягає своїм початком 18 сторіччя. У самих Ремезівцях біля ставища є оболоні, зовсім замулені піском, нанесеним із зверх двокілометрової дебри. Для охорони оболоней, призначених на пасовисько, від ерозійних пісків, селяни насипали греблі, але з малим успіхом, бо кожний зливний дощ наново наносив маси піску. За селом є грубі нашарування гончарської глини, у якій, як і в вапняках, є відтиски рослин.

#### Австрійський період
На розвиток села другої половини 19 — початку 20 ст. наклали відбиток ті суспільно-політичні процеси, що мали місце у Галичині того часу.  На жаль, не має точних даних, коли в селі виник осередок товариства «Просвіта», але як стверджує п. В. Болюбаш, мешканці села твердо стояли на національних позиціях. Відомо також, що в селі існував осередок  товариства ім. Качковського, щоправда проіснував він недовго. Москвофільський характер  цього товариства не знайшов послідовників серед мешканців села.  На базі історичної літератури можна опосередковано зробити висновок, що тогочасні парохи могли перебувати під впливом москвофільських орієнтацій, тому що майже всі церковні декани в Золочівщині стояли  на  москвофільській платформі (див.: М. Стахів «Москвофільство в Золочівщині і Зборівщині»). Якщо в Ремезівцях   дійшло до  боротьби  між москвофільством і народницькою стихією, то вона завершилась перемогою національних сил ХІХ і ХХ ст. У 1880 році дідич мав у селі 1546 морґів поля, а селяни мали 3274. Тоді було в Ремезівцях 190 домів і 1173 мешканців, а саме 1048 католиків, 76 римокатоликів і 49 жидів. В селі була одноклясова етапова школа, фільварок, ґуральня і млин. За австрійського режиму була в Ремезівцях  лише двокласова народна школа — назва  від  двох шкільних зал  і  двох учителів, хоч ділилася вона на чотири класи — ступені. Першим учителем  (після дяковчителів)  був Петро Маморський, дід Романа Завадовича. Згодом було таке чергування: Граб'янка, Пішецький і Федір Заєць.

#### ЗУНР та польська окупація
За української держави і  перші чотири роки польської окупації учителем був Михайло Завадович  і  його дружина Олена — батьки Романа Завадовича. Пізніше учителював і був директором Павло  Тильчак  з  вчителями — Михайлом  Ататеєм   і Романною  Гузар.  У 30-ті роки у школі мали місце неодноразові перевірки, з метою контролю за вчителями, які на думку керівництва проводили навчання не в інтересах Польщі і тому вчителем було прислано поляка М Лянга, який явно недолюблював українців. 1924 року, коли зусиллями Р. Завадовича  відновлена читальня, створено хор та театральний гурток. Тут проходили курси диригентів хорових колективів, проводились районні концерти чи хорові змагання, знаходилася найбільша в окрузі музична бібліотека. З часом у селі діяло дві читальні, створена гарна бібліотека і налагоджено читання книжок на дому з кінцевими перевірками та нагородами. До визначних  ремезівських педагогів належать: Михайло й Олена Завадовичі, Павло Тильчак, Романна Гузар-Ататєй, Дубинка і Ярослав Караванський.

#### Друга Світова війна
У 1939 році, з приходом  до влади більшовиків, школа стала семикласною, а з 1942 р. — знову чотирикласною. Ще напередодні першої світової війни із Соколіввки, що на Бродівщині прислано до Ремезовець громадсько-просвітницького діяча, педагога і талановитого диригента Ф. Зайця. Це було зроблено з метою призупинення його активної діяльності, яку він здійснював у Соколівці. Але і тут молодий ентузіаст заснував читальню «Просвіти» створив мішаний сільський хор, який досяг високого мистецького рівня. Свідченням цього є запрошення хору разом з диригентом  на святкування 100-річчя від дня народження Тараса Шевченка  у місто Золочів.

#### Період радянської влади
На третій день Великодніх свят 1944 року Золочівську вулицю Ремезовець спалено вогнепальними кулями німецько — польською поліційною експедицією, що поверталася з погромницької акції с. Шпиколос. З початком другої радянізації  у 1944 році більшовицьке керівництво застосували тактику масового терору, зверненого проти мирного населення: багатьох заарештовано й запроторено на Сибір, у  рядах українських повстанців  у боротьбі із новим ворогом полягли смертю героїв Омелян Босак, Марія Чепак, Микола Шумляковський, Михайло Лісовий, Прус Григорій, Іван Смерека і Василь Чукас. Петра Курпіту схоплено живим у бою і заслано  на 25 років у Сибір, без дозволу повернутися в Україну.  Незважаючи на героїчну боротьбу опір повстанців було подолано і в селі розпочалося «радянське будівництво». У 1948 році  за рахунок відібраних у   сільських мешканців будівель, поля, худоби та ін. було створено колгосп імені Т. Г. Шевченка, до якого у 1958 році було приєднано колективне господарство ім.. Молотова (с. Шпиколоси) та колгосп с. Підгір'я. Новостворене господарство отримало назву — колгосп ім. Н. Крупської, яке у 1991 році було перейменоване у колгосп імені В. Івасюка, що проіснував до 2000 року.

#### Доба Незалежності
Колективне господарство було розпайоване між його членами, ряд будівель господарства були викуплені приватними підприємцями. У 1994 році від Ремезівцівської сільської ради була відокремлено у самостійну одиницю Шпиколоська сільрада.       За роки радянської влади не переставала діяти церква, яка  з греко-католицької у 1946 році змушена була  стати православною, а з початком духовного розкріпачення, що розпочалося наприкінці 80 — х рр. у селі утворилося дві конфесії: греко-католицька та УПЦ — КП.

## Сучасність
Село є мальовничою окрасою Золочівського краю. Тут є широкі степи, та 2 красивих ставки у центрі одного, з яких є острів. Працює клуб, де люблять відпочивати після важких буднів учні школи — красиві дівчата та просто хлопці. Збудована сучасна амбулаторія 2019 рік. Є футбольна команда з однойменною назвою із місцевою річкою — «Золота Липа», що виборює кубки на районі та посідає призові місця у районних змаганнях. Для спортивної молоді біля школи планується для будування футбольна коробка.

## Відомі люди
У селі народилися:
- Теодор Курпіта (1913—1974) — український поет, прозаїк, гуморист, сатирик, драматург, редактор, журналіст.
- Ілярій Лютий (псевдо: «Чугайстир», «Чугайстер», «Роман»; нар. 1912 — пом. 24 січня 1945, Козівка Великоборківський район, нині Тернопільський район, Тернопільська область) — український військовик, хорунжий УПА, командир Тернопільського куреня УПА та член ШВО «Лисоня» (1944—1945) УПА-Захід[9].